# 沈禧
沈禧（？—？），字廷锡，湖州吴兴（今属浙江）人，元朝诗人。
沈禧约和赵孟頫的女婿王國器同时期。能诗词，善作元曲。有《竹窗词》一卷。《疆村丛书》以明抄本辑入。存词五十五首。